# Nikolaus Eglinger
Nikolaus Eglinger (* 1645; † 1711) war ein  Schweizer Physiker und Mediziner in Basel.

## Biografie

### Herkunft
Die Eltern von Nikolaus Eglinger waren Hans Heinrich Eglinger (1610–1682) und Anna Herzog (1616–1689). Der Vater Hans Heinrich Eglinger war zunächst als Salzscheiber in Basel tätig, im Jahr 1646 wurde er vom Comes Palatinus  Johann Jacob Grasser dem Jüngeren zum kaiserlichen Notar ernannt, ab 1648 war er Mitglied des  Grossen Rats in Basel.
Nikolaus Eglingers Grossmutter mütterlicherseits war Veronica Ryhiner (1583–1650), sie war mit Johann Rudolf Herzog (1585–1629) verheiratet. Ein Grossonkel von Nikolaus Eglinger war Johann Friedrich Ryhiner (1574–1634), ab 1630 Basler Bürgermeister, zu seiner Zeit einer der vier reichsten Bürger Basels.
Grosseltern väterlicherseits waren Werner Eglinger (J. U. L. markgräflich-badendurlachischer geheimer Rath und Oberamtmann zu Badenweiler), mit Sara Brand verheiratet. Sie war die Tochter von Bernhard Brand (1553 Vogt auf Homburg, ab 1559 Ratsherr, 1563 von Kaiser Ferdinand I. geadelt und Kauf von Schloss Wildenstein, 1570–1577 und 1591–1594 Oberstzunftmeister, 1577 Vogt auf Farnsburg).

### Werdegang und Wirken
Nikolaus Eglinger studierte an der Universität Basel bei Emmanuel Stupanus und Johann Bauhin. Nach seiner Promotion im Jahr 1666 zum Doktor der Medizin machte Nikolaus Eglinger eine Bildungsreise nach Frankreich, England und Holland mit längerem Aufenthalt in Leiden bei François de le Boë Sylvius, der als Begründer der naturwissenschaftlich ausgerichteten Medizin und der Klinischen Chemie gilt. Ab 1675 war er Physikus an der Universität Basel, ab 1685 lehrte er Anatomie, Theoretische und Praktische Medizin. Dreimal amtierte er als Rektor der Universität Basel (1687, 1699 und 1707).
Nikolaus Eglinger war u. a. Doktorvater von Johann Bernoulli. Erwähnenswert ist, dass Johann Bernoulli aus heutiger Sicht noch relativ jung war, als er die Doktorwürde erhielt (1690 lic. med., 1694 Dr. med.). Bereits 1690 veröffentlichte er seine Arbeit "Dissertatio Chymico-Physica de Effervescentia et Fermentatione", er behandelte darin vom "Cartesianischen Standpunkt" aus alle Erscheinungen des Gährens und des Aufbrausens, welche beim Vermischen zweier Körper entstehen. Er stellte fest, dass beim Vermischen passive (Alkalien) und aktive (Säuren) Bestandteile entstehen und die eingeschlossene Luft "freigemacht" wird. Die Arbeit wurde aus dem lateinischen ins englische übersetzt und ist online verfügbar. Schon während seines Medizinstudiums interessierte sich Johann Bernoulli für die Mathematik, er wurde später zu einer europäische Berühmtheit, er war Mitglied zahlreicher Akademien (u. a. 1699 Paris, 1701 Berlin, 1712 London, 1735 St. Petersburg). Johann Bernoulli bearbeitete und verbreitete zusammen mit seinem 13 Jahren älteren Bruder Jakob Bernoulli die Infinitesimalrechnung von Leibniz, er übernahm letztendlich von seinem im Jahr 1705 verstorbenen älteren Bruder Jakob den Lehrstuhl für Mathematik an der Universität Basel.
Nikolaus Eglinger war zweimal verheiratet: 1. mit Rosina Mangold (1654–1680) und 2. im Jahr 1686 mit Judith Burckhardt (1666–1708), der Tochter des Basler Oberstzunftmeister Christoph Burckhardt (1631–1705).